# جيم أرنولد (لاعب كرة قدم أمريكية)
جيم أرنولد (بالإنجليزية: Jim Arnold)‏ هو لاعب كرة قدم أمريكية أمريكي، ولد في 31 يناير 1961 في دالتون في الولايات المتحدة.

## وصلات خارجية
- جيم أرنولد على موقع مرجع كرة القدم المحترفة.كوم (الإنجليزية)